# Almáskamarás
Almáskamarás è un comune dell'Ungheria di 1 537 abitanti (dati 2001). È situato nella contea di Békés.